# Cuarteto Gómez Carrillo
El Cuarteto Gómez Carrillo fue un grupo vocal a capella creado en Santiago del Estero en la década de 1940. Su repertorio incluía canciones de estilos variados desde jazz y música brasileña, hasta folklore argentino. Estaba integrado por cuatro hermanos: Cármen Gómez Carrillo ("Chocha"), Manuel Gómez Carrillo ("Manolo"), Julio Gómez Carrillo ("Chololo") y Jorge Rubén Gómez Carrillo ("Gogui"). Están considerados como los precursores del boom de grupos vocales polifónicos en la música popular argentina y latinoamericana que se produjo a partir de 1960.
En la década de 1950 el grupo fue considerado como uno de los conjuntos vocales más perfectos del mundo.

## Trayectoria
El Cuarteto Gómez Carrillo estuvo integrado por cuatro hermanos (tres varones y una mujer) hijos del compositor y musicólogo Manuel Gómez Carrillo y de la pianista Inés Landeta César: Cármen Gómez Carrillo ("Chocha"), Manuel Gómez Carrillo ("Manolo"), Julio Gómez Carrillo ("Chololo") y Jorge Rubén Gómez Carrillo ("Gogui").
El grupo se formó de manera familiar, sin pretensiones de canto profesional, mientras los cuatro hermanos realizban sus estudios universitarios, que todos finalizarían: Filosofía en el caso de Carmen, Abogacía en el caso de Manuel, Medicina en el caso de Julio y Ciencias Económicas en el caso de Jorge. Como pasatiempo, luego de los almuerzos familiares, los cuatro hermanos se reunían para cantar a capella. Los jóvenes estudiaron y aplicaron las técnicas polifónicas de los siglos XV y XVI, y a compositores clásicos como Bach, Schubert, Debussy, Hindemith, Milhaud, Honegger y Stravinski, para componer un estilo sonoro en el que utilizaban sus voces para replicar los instrumentos.
En 1942, el crítico Gastón Talamón los escuchó en privado y los invitó a presentarse en La Peña del Tortoni de Buenos Aires. En agosto de 1944 el empresario Bernardo Iriberri los contrató para presentarse en el elenco de celebridades mundiales del Teatro Odeón de Buenos Aires, donde obtuvieron un éxito rotundo. Desde entonces se presentaron en la Asociación Wagneriana, en el Teatro Colón, en el SODRE de Montevideo, en el Teatro Municipal de Río de Janeiro y en San Pablo. Tuvieron incluso un programa de televisión en Canal 7.
A partir de 1960, los miembros del cuarteto se dedicaron con mayor intensidad a sus respectivas profesiones, y el grupo fue abandonando las presentaciones. En 1992 falleció Manuel, en 1999 Julio y en 2009 Cármen.

## Crítica
El crítico musical austríaco Arpad Kövy, sostuvo que el Cuarteto Gómez Carrillo "llegó a desenvolver hasta una perfección asombrosa".
El pianista Enrique Villegas dijo en 1977: 

Luego de la visita de los Swingle Singers a Buenos Aires, la gente se quedo asombrada; pero se olvidó de que el primer “Swingle” argentino fue el Cuarteto de los hermanos Gómez Carrillo, que veinticinco años antes ya hacia lo mismo; cantaba motetes, cosas a cuatro voces y aquí nadie les había llevado el apunte.
Enrique Villegas.

Por su parte el guitarrista Eduardo Falú opinó que:

Cuando aún no se conocían antecedentes sobre el original tratamiento que este conjunto imprimía a las voces con la incorporación de sensaciones y colores raros (imitación de instrumentos de viento, cuerdas y percusión) unida a un ajustado estilo polifónico a capella, el Cuarteto Gómez Carrillo inauguró una nueva forma de expresión musical con todos esos singulares elementos y recursos que luego serían adoptados por otros conjuntos similares que hoy están en boga en la Argentina y en el exterior. Es decir, los Gómez Carrillo son los precursores de un nuevo estilo en el que las voces se convierten en instrumentos merced a una paciente labor para lograr esos efectos que hoy tienen vigencia en todo el mundo.
Eduardo Falú.

## Discografía

### Álbumes
1. Recital en Radio SODRE de Montevideo, 1955
2. Cuarteto Gómez Carrillo Vol 1
3. Cuarteto Gómez Carrillo Vol 2